# Fulda
Fulda Németország Hessen tartományának egyik városa.

## Fekvése
A Fulda folyó jobb partján terül el, 261 méterrel a tengerszint felett.

## Népessége
1890-ben 13 125, 2010-ben 64 349 lakosa volt.

## Története
Fulda Szent Bonifác tanítványa, Sturmius által alapított bencés apátság körül keletkezett, mely a középkorban a műveltségnek egyik fő gócpontjává vált. 1162-ben erősítették meg. A német parasztháborúban a várost, valamint a klastromot a parasztok elfoglalták, de hesseni Fülöp őket csakhamar kiűzte. 1734-ben egyetemet kapott, amelyet 1804-ben gimnáziummá alakítottak.

## Látnivalók
- A barokk Szent Szalvátor székesegyházat Johann Dientzenhofer építette (1704–1712).
- A Bieberstein-kastély terveit ugyancsak Johann Dientzenhofer készítette el.[2]

## Közlekedés

### Közút
A várost érinti az A7-es autópálya.

### Magyar vonatkozások
A török hódoltság után nagy számban telepedtek le németek Fulda környékéről Baranyában, a Pécs és Mohács közti falvakban. Emléküket ma is őrzi a Baranyában ma is népszerű stifolder szalámi. (A jövevényeket 'Stift Fuldaereknek' nevezték. Ennek nyelvjárási megfelelője 'Stiffoller', amiben a Foll elem Fulda városának nyelvjárási neve Németországban.